# División Intermedia (Callao) 1935
La División Intermedia del Callao, fue cuarta edición del campeonato de 1935. La División Intermedia fue la segunda categoría del fútbol del Callao, debajo de la Primera División Provincial del Callao. 

## Historia
Para la edición 1935, se integró los equipos que descendieron de la primera división del Callao: Federico Fernandini. Adicionalmente, los equipos que ascendieron de la  Segunda División Provincial de Fútbol del Callao: Deportivo Corsario y Sportivo Palermo. 
La División Intermedia del Callao, otorgó dos cupos a la categoría superior. El club Progresista Apurímac y White Star, logras el ascenso a la Primera División Provincial del Callao de la siguiente temporada. No hubo descenso.

## Equipos participantes
- Progresista Apurímac - Campeón y asciende a la Primera del Callao 1936
- White Star - Subcampeón y asciende a la Primera del Callao 1936
- Unión Estrella
- Deportivo Corsario
- Sportivo Palermo
- Social San Carlos
- Atlético América
- Boca Juniors Callao
- Marcelo Pastor
- Federico Fernandini
- Alianza Oriental Belgrano
- Unión Erasmo Zorrilla

## Nota
- En 1935, no se realizó la Segunda División Provincial del Callao. Se reactiva en 1936.
- Del 1935 a 1940, la Tercera División Provincial del Callao se mantuvo sin operar.

## Enlaces
- Sistema de Fútbol del Callao 1935